# 140-о средно училище „Иван Богоров“
140 средно училище „Иван Богоров“ в София се намира в ж.к. „Обеля 2“.

## История
Основано е през 1986 г. В настоящата си сграда се помещава от учебната 1987/1988 г.
До 1993 г. училището носи името на Христо Кабакчиев, след което патрон става д-р Иван Богоров – първият български журналист и езиковед. За 10-годишнината е създаден „Химн на 140 СОУ“ от учителите Иванка Павлова (текст) и Йосиф Йосифов (музика).
От 1991 г. в гимназиален етап е утвърдено профилирано обучение в хуманитарен и природо-математически профил. От 1992 г. в училището се изучава хореография в различни форми: СИП, ЗИП, както и профил „Изкуства“ от 2001 г.
От 1994 г. с труда на учители в 140 СОУ, се реализира проект за вътрешно оформление на сградата със стенописи на различна тематика. От учебната 2003/2004 г. училището приема и деца в подготвителни паралелки.
През 2004 г. е открит Етнографски музей към училището с експонати, дарени от родители и служители.

## Съвременно състояние

### Учебни ресурси
Учебните планове за Начален и Прогимназиален етап включват ЗИП по чужди езици (Английски, Немски, Руски); Български език и литература; Математика; Информационни технологии.
В 140 СОУ има ресурсни учители, психолог и целодневно медицинско обслужване.
Училището разполага с три компютърни кабинета, консултативен кабинет за интегрирано обучение в мултикултурна среда, мултимедийна, актова и три хореографски зали, два физкултурни салона, библиотека, книжарница, стол, бюфет и плувен басейн. През 2019 г. започва мащабен ремонт и модернизация на училищната сграда.

### Училищни състави и клубове
През 1988 година са създадени училищният танцов състав „Връбниче“ и вокалната група, които имат много изяви и творчески постижения на общинско, национално и международно ниво.
Като наследници на д-р Иван Богоров учениците се изявяват в клуб „Млад журналист“ и издават в-к „Богоровец“. От 2001 г. с помощта на Балканска фондация за международно образование и разбирателство „Дайвърсити“ е оборудвано радиостудио, където се реализира предаването „Нулев час“.
От създаването си през 1999 г. клуб „Млад огнеборец“, печели престижни места в столични и републикански състезания.
В училищната библиотека от 2007 г. работи клуб „Любители на книгата“.

### Училищни празници
Традиция е провеждането на „Ден на талантите“, конкурсите „Мис 140 СОУ“ и „Мис и мистър Бонбон“.

### Спорт
Активна спортна дейност и престижни победи имат отборите по футбол, волейбол, баскетбол, тенис на маса, шах-мат, плуване.

## Професионална реализация
Резултат от сериозната и отговорна работа на екипа в 140 СОУ са постиженията и професионалната реализация на учениците в областта на правото, журналистиката, хуманната и ветеринарна медицина, танцовото и актьорско майсторство, философия и психология, педагогика, филологии, икономика и спорт.